# Synchysite-(Nd)
La synchysite-(Nd) è un minerale.